# Coleophora fragilella
Coleophora fragilella is een vlinder uit de familie kokermotten (Coleophoridae). De wetenschappelijke naam van deze soort is voor het eerst geldig gepubliceerd in 2005 door Giorgio Baldizzone & Hugo van der Wolf.
De soort komt voor in tropisch Afrika.